# Campanillers
Els campanillers és un instrument de percussió, fet de metall, generalment, de bronze, que té la forma d'un vas rodó, d'amplària creixent cap a la boca. Va suspès cap per avall i sona quan les parets són percudides per un batall a l'interior o per un mantell o maça a l'exterior. Com a instrument popular s'apleguen diverses campanetes en una mena de campeneter o campaniller, consistent en un bastó llarg, a la punta del qual es disposava un cèrcol en posició horitzontal tot guarnit de cintes i llaçades de papers de coloraines. Del cèrcol en penjaven un bon nombre de picarols i campanetes, alternats, de sons diferents i que, en bellugar el bastó amb un cert ritme, produïen una sonoritat polifònica, que tenia tanta importància com el piano en els conjunts musicals.
El feien servir les colles de caramelles de l'Alt Maresme, que portaven una mena d'orquestra, formada per instruments que sap tocar gairebé tothom i, a més, un campaniller, perquè donava to i categoria a les colles i que no faltava mai en les de més anomenada. A la Cerdanya, les persones porugues empraven un campaniller, a tall de sonall, per fer-se passar la por quan transitaven de nit per llocs despoblats. Estava fet d'un grapat de campanetes, aplegades totes en un munt i que penjaven d'un cordill ample en forma de cèrcol, per on s'agafava i s'agitava. S'empraven peülles i ossos de porc per fer-lo.